# Stan wyjątkowy (serial telewizyjny)
Stan wyjątkowy (ang. Martial Law, 1998–2000) – amerykańsko-kanadyjski serial sensacyjny stworzony przez Carltona Cuse'a.
Światowa premiera serialu miała miejsce 26 września 1998 roku na kanale CBS. Ostatni odcinek został wyemitowany 13 maja 2000 roku. W Polsce serial nadawany był od 28 stycznia 2000 roku do 14 czerwca 2005 roku w telewizji Polsat.

## Obsada
- Sammo Hung jako Sammo Law (I i II seria, wszystkie odcinki)[4]
- Arsenio Hall jako Terrell Parker (I i II seria)[5]
- Kelly Hu jako Grace "Pei Pei" Chen (I i II seria, wszystkie odcinki)
- Tammy Lauren jako Dana Dickson (I seria)
- Louis Mandylor jako Louis Malone (I seria)
- Tom Wright jako Benjamin Winship (I seria)
- Gretchen Egolf jako Amy Dylan (II seria)